# 蒙杜济勒
蒙杜济勒（法語：Mondouzil，法語發音：[mɔ̃duzil]）是法国上加龙省的一个市镇，属于图卢兹区。

## 地理
蒙杜济勒（43°38'1"N, 1°33'22"E）面积4.09 平方千米，位于法国奧克西塔尼大區上加龙省，该省份为法国西南部内陆省份，西南端与西班牙接壤，自此顺时针与上比利牛斯省、热尔省、塔恩-加龙省、塔恩省、奥德省和阿列日省接壤。
与蒙杜济勒接壤的市镇（或旧市镇、城区）包括：博皮、蒙斯、拉瓦莱特、蒙拉贝、潘巴尔马。

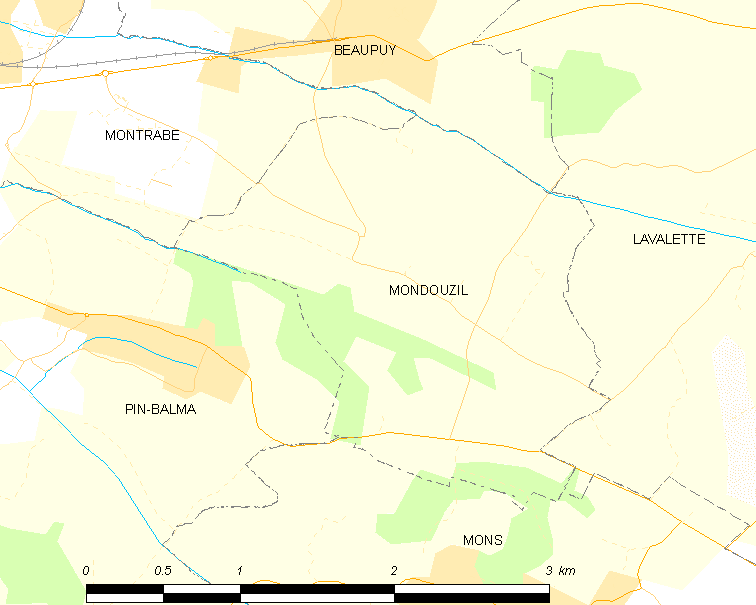
蒙杜济勒的OSM定位图

蒙杜济勒的时区为UTC+01:00、UTC+02:00（夏令时）。

## 行政
蒙杜济勒的邮政编码为31850，INSEE市镇编码为31352。

## 政治
蒙杜济勒所属的省级选区为图卢兹第十县。

## 人口

1962-2008年间蒙杜济勒人口变化图示

蒙杜济勒于2022年1月1日时的人口数量为213人。